# ليلى العلوي
     لشخصية أخرى تحمل اسم ليلى علوي، طالع ليلى علوي (توضيح).

ليلى العلوي (بالفرنسية: Leila Alaoui)‏ (10 يوليو 1982 - 18 يناير 2016)، مصورة مغربية فرنسية.

## حياتها
ولدت في فرنسا في 10 يوليو 1982 لأب مغربي وأم فرنسية، تلقت تعليمها الثانوي في مدرسه فيكتور هوجو، واختارت تعلم فن التصوير في جامعة مدينة نيو يورك وحصلت على بكالوريوس العلوم في الفوتوغرافيا، وبعدها توجهت إلى أوروبا ثم إلى أمريكا قبل ان تستقر بالمغرب منذ عام 2008، وكانت تسافر بصورة منتظمة إلى بيروت وباريس. تزوجت المنتج اللبناني نبيل كنعان. 
استوحت من المصور الأمريكي روبرت فرانك و مصور الغرب الأمريكي ريتشارد أفيدون سلسلتها الفوتوغرافية (المغاربة) والتي تجمع عدة بورتريهات مأخوذة من الاحياء المغربية دون تكلف لتوضيح الوجه الحقيقي للمغرب.

## وفاتها
أصيبت ليلي العلوي بطلقات نارية اثناء تواجدها ببوركينا فاسو على شرفة مقهى كابوتشينو في 15 يناير 2016 في هجمات بوركينا فاسو، حينما كانت تُحضِّر لروبورتاج لصالح منظمة العفو الدولية، توفيت بعد ذهابها للمشفى بثلاث أيام في 18 يناير 2016.

## النشاطات

### معارض
- 2008-2010
- مراكش أرت فار، رواق 127 ، المغرب
- مؤسسة مجموعة أونا، لا فيلا دي ارت الرباط، المغرب
- رواق شارت، الدار البيضاء، المغرب
- فوطوأفريكا،طريفة، إسبانيا
- ميت موروكو، دافوس، سويسرا
- 2011
- مراكش أرت فار، ورشة 21 ، المغرب
- كولكتيفو لاتينا، مدريد ، إسبانيا
- ملتقى آرل، سينما طنجة، بينيفيت أكشن، فرنسا
- روايال منصور مراكش، ورشة 21، المغرب
- "مغربيات أمام المنصة"، المعهد الفرنسي للدار البيضاء
- 2012
- GRID - International photograpy Biennial، أمستردام، هولندا
- مساحة للتعبير CDG الرباط
- رواق الربع الخالي، نساء على وشك، إمارة دبي
- Biennale مراكش، المغرب
- 2013
- محطة، المجلس الدانمركي للاجئين و المفوضية الأوروبية، بيروت
- Art Factum Gallery،، بيروت
- رياض الفن، مراكش
- 2014
- معهد العالم العربي، المغرب المعاصر، باريس
- بطاقة بيضاء لماحي بينبين، متحف الواحة، مراكش
- مهرجان الصورة لنيويورك، نيويورك
- مهراجان فوطوميد، ساناري على البحر، فرنسا
- الصالون العالمي الطنجوي للكتاب والفنون، طنجة، المغرب
- Biennale مراكش، المغرب
- 2015
- البيت الأوربي للصورة، باريس
- متحف براندت للصورة الفنية، أودنسه،الدنمارك
- رواق غاية، سيدي بوسعيد، تونس
- أسبوع الفن بلكسمبورج، وايلد بروجكت غالري، لوكسمبورغ
- Muntref Centro de Arte Contemporaneo، بوينس آيرس، الأرجنتين
- رواق إيفا، شتوتغارت، برلين، ألمانيا
- Fundación Ankaria, قصر المورق، إشبيلية، إسبانيا
- إكسبو 2015، ميلانو ، إيطاليا
- مهراجان فوطوميد، قصر الفنون تولون،فرنسا
- 1-54 Contemporary African Art Fair، Voice Gallery ، نيويورك
- متحف مراكش للصورة والفنون البصرية، المغرب
- فوطوميد بيروت لبنان 2015، بيروت، لبنان

### مهراجانات أفلام وفن الفيديو
- 2014
- الفيديو اللحظية، مارسيليا
- مهرجان تريبيكا السينمائي، تريبكا، نيويورك
- Aiva International Video Art Festival، السويد
- Now & After/Сейчас&Потом, Video Art Festival / Prix du Jury، موسكو، روسيا
- 2015
- مهرجان القاهرة للفيديو،القاهرة، مصر
- الفيديو للأبد، باريس
- ليالي الصورة، باريس

## روابط خارجية
- ليلى العلوي على موقع IMDb (الإنجليزية)

- (بالإنجليزية) (بالفرنسية)الموقع الرسمي
- (en) ليلى علوي  في قاعدة بيانات الأفلام على الإنترنت